# Techneti(IV) chloride
Tecneti(IV) chloride là hợp chất hoá học vô cơ, có thành phần chính gồm hai nguyên tố là tecneti và clo với công thức hóa học được quy định là TcCl4. Hợp chất này được phát hiện vào năm 1957 như là halogen nhị phân đầu tiên của nguyên tố tecneti. Đây là chloride nhị phân oxy hóa cao nhất của tecneti đã được cô lập, và tồn tại dưới trạng thái rắn. Tuy là một chất rắn, TcCl4 dễ bay hơi ở nhiệt độ cao và tính chất này của nó đã được ứng dụng để tách tecneti khỏi các chloride kim loại khác. Dung dịch keo tecneti(IV) chloride được oxy hóa để tạo thành ion Tc(VII) khi tiếp xúc với tia gamma.
Tecneti(IV) chloride có thể được tổng hợp từ phản ứng của Cl2 với nguyên tố tecneti kim loại ở nhiệt độ cao, nằm trong khoảng từ 300 đến 500 ℃:
Tc + 2Cl2 → TcCl4
Ngoài ra, tecneti(IV) chloride cũng đã được điều chế từ phản ứng của tecneti(VII) oxit với cacbon tetrachloride trong một bình phản ứng có nhiệt độ và áp suất cao:
Tc2O7 + 7CCl4 → 2TcCl4 + 7COCl2↑ + 3Cl2↑
Tại 450 ℃ trong chân không, hợp chất TcCl4 bị phân hủy tạo thành hai chất là TcCl3 và TcCl2.